# Spilochroa geminata
Spilochroa geminata är en tvåvingeart som beskrevs av Curtis W. Sabrosky 1961. Spilochroa geminata ingår i släktet Spilochroa och familjen myllflugor. Inga underarter finns listade i Catalogue of Life.